# Diario di una schiappa (film 2021)
Diario di una schiappa (Diary of a Wimpy Kid) è un film d'animazione del 2021 diretto da Swinton Scott. 
È ispirato all'omonima serie di libri di Jeff Kinney.
Il film traspone gli eventi accaduti nel primo libro della serie.

## Trama
Greg Heffley, insieme al suo migliore amico Rowley Jefferson, stanno per iniziare la loro nuova avventura alla scuola media. Greg riceve consigli da suo fratello maggiore Rodrick su come "sopravvivere" (come evitare la malattia del formaggio, nel live-action chiamata formaggite, che presumibilmente rende uno incredibilmente impopolare).  Immaginando che le tendenze infantili di Rowley li renderanno vittime di bullismo, Greg cerca di esortare il suo amico a crescere, quasi parlandogli del formaggio, ma decide di non farlo, non volendolo spaventare. In poco tempo, arriva il primo giorno di scuola e Greg cerca di aiutare Rowley ad adattarsi, anche se entrambi finiscono per essere ignorati dalla maggior parte degli studenti, principalmente a causa delle buffonate un po' infantili di Rowley, che includono l'uso della parola "giocare" al posto di "fare un giro."  Tuttavia, riescono a evitare di raschiare il fondo della gerarchia scolastica.
La notte di Halloween, Greg e Rowley sono costretti a portare con sé il fratello minore del primo, Manny. Sebbene all'inizio infastidito, Greg si rende conto che l'adorabile costume da pirata di Manny consente loro di acquisire una grande quantità di caramelle.  Alla fine, Manny e Rowley si stancano, ma Greg insiste affinché proseguano e prendano una scorciatoia attraverso Snake Road, nonostante sua madre Susan lo proibisca. Incontrano un trio di adolescenti che iniziano a prenderli in giro e li inseguono con palloncini d'acqua lungo la strada. I bambini riescono a eluderli inducendoli a guidare il loro pick-up in un fosso e ad arrivare a casa in tempo, ma una volta giunti, il padre di Greg, Frank, scambia loro per adolescenti e gli rovescia dell'acqua, rovinando le loro caramelle. In seguito Manny svela l'incidente di Snake Road a Susan e, per questo, viene vietato a Greg di giocare ai videogiochi per una settimana.
Più tardi, mentre gioca a "rumble trike", Greg rompe accidentalmente il braccio di Rowley. Susan lo scopre, ma sceglie di non punire ulteriormente suo figlio. Invece, lo incoraggia a fare la cosa giusta e ad essere un buon amico per Rowley. Greg invece cerca di sfruttare il braccio rotto di Rowley, solo per essere ulteriormente evitato dagli altri studenti, che lo adorano e accusano Greg per averlo rotto in primo luogo. Greg tenta di adottare un approccio diverso e diventare un fumettista per il giornale scolastico;  Rowley si interessa a una sua idea scartata, in cui la battuta finale di ogni striscia è "Zoo-wee Mama!", Ma Greg insiste per averne uno nuovo disegnato, esortando Rowley a creare il suo fumetto invece di lavorare insieme. La voce di Greg lo fa accettare come il nuovo fumettista, ma il bibliotecario macella il suo fumetto, facendolo prendere in giro dai suoi compagni di classe. Dopo che Greg si è dimesso dalla sua posizione, il fumetto di Rowley, che contiene la frase rubata, viene accettato, facendo discutere i ragazzi e a rompere la loro amicizia.
Rowley fa amicizia con un ragazzo di nome Chirag Gupta e inizia a vederlo più spesso. Nel tentativo di vendicarsi di lui, Greg decide di uscire con Fregley, un ragazzo incredibilmente strano e impopolare. Greg ha un pigiama party a casa sua, ma viene immediatamente scoraggiato dalle sue strane eccentricità. Fregley mangia una barretta di cioccolato dalla borsa di Greg e diventa iperattivo, inseguendolo con una caccola e costringendolo a nascondersi in bagno per il resto del pigiama party. Il giorno successivo, Greg e Rowley si confrontano e vengono spinti a combattere dagli altri bambini, ma il trio di adolescenti li ritrovano e iniziano a vendicarsi del loro pick-up. Gli adolescenti costringono Rowley a mangiare il pezzo di formaggio e stanno per costringere Greg a fare lo stesso, ma vengono salvati dal signor Underwood, l'allenatore della palestra della scuola.
Gli altri ragazzi tornano per vedere cosa è successo. Per proteggere Rowley, Greg afferma di essere stato lui a mangiare il formaggio, facendo scappare tutti gli altri terrorizzati. Greg e Rowley riprendono la loro amicizia quando il primo si rende presto conto che avere la malattia del formaggio è una benedizione in quanto costringe tutti a dare spazio a lui e a Rowley, oltre a un tavolo da pranzo personale per se stessi.

## Distribuzione
Il film d'animazione è stato distribuito in streaming su Disney+ il 3 dicembre 2021.

## Accoglienza

### Critica
Sul sito di recensioni Rotten Tomatoes, il film ha un indice di gradimento dell'75% delle recensioni positive, sulla base di 16 recensioni, con un voto medio di 5.5/10, mentre su Metacritic ottiene un punteggio di 50 su 100, sulla base di 4 recensioni.

## Sequel
Un sequel, intitolato Diario di una schiappa - La legge dei più grandi e basato sul secondo e terzo libro della serie, è stato distribuito su Disney+ il 2 dicembre 2022. 